# Nganglam
Nganglam ist eine Stadt im Süden Bhutans an der Grenze zu Indien. Nach einem Zensus aus dem Jahr 2017 leben 5418 Menschen in der Grenzstadt.

## Infrastruktur

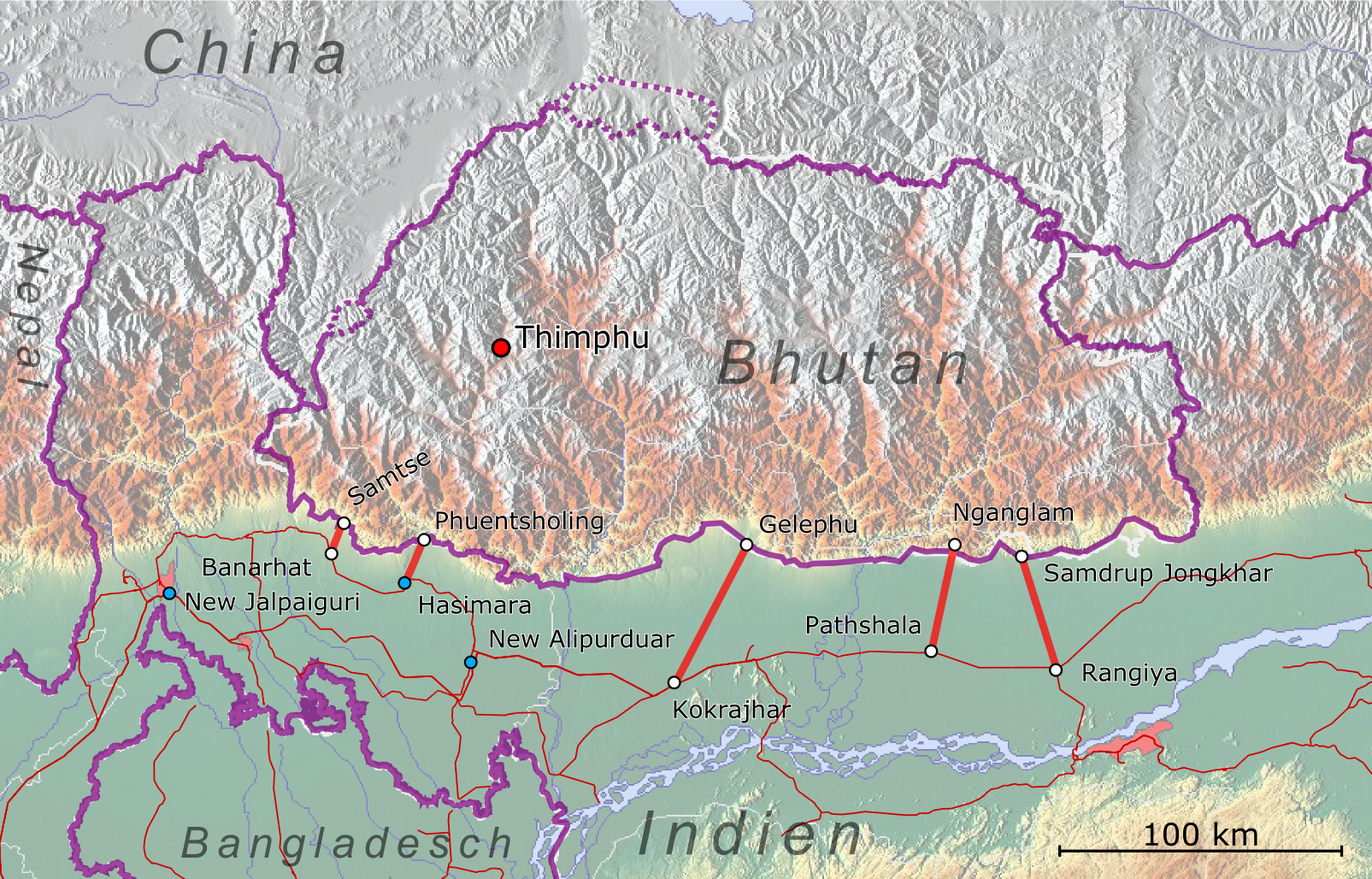
Geplante Eisenbahnverbindungen zwischen Indien und Bhutan, unter anderem nach Nganglam

In der strukturschwachen Region im Südbhutan wurden in den vergangenen Jahren verstärkt Maßnahmen zur Verbesserung der Infrastruktur, insbesondere im Bereich Verkehr, ergriffen. Dazu zählt der Bau einer 77 Kilometer langen Straße von Gyalpoizhing nach Nganglam, deren Bau auf Grund des schwierigen Geländes von 2006 bis 2018 andauerte. Die Straße verkürzt die Strecke in nördlichere Landesteile deutlich und soll den südlichen Dzongkhags zu neuem Wohlstand verhelfen.
Auch im Schienenverkehr sollen neue Infrastrukturprojekte umgesetzt werden. Im Rahmen einer Machbarkeitsstudie wurden fünf Routen zur Verbindung des indischen Schienennetzes mit dem Bhutan vorgeschlagen, darunter vom indischen Pathshala nach Nganglam.